# Abbaye Notre-Dame de Lombez
L'abbaye Notre-Dame de Lombez est un monastère bénédictin fondé  en 793 sur le territoire de Lombez dans le Gers et élevé au rang d'évêché en 1317.

## Localisation
L'actuelle cathédrale Sainte-Marie de Lombez est construite sur l'emplacement de l'abbatiale de l'abbaye. Le prieuré des Bernardines est localisé à 200 mètres au nord-est de celle-ci, près du bureau de poste.

## Historique
L'abbaye est créée en 793 à proximité de la Save à la suite de la donation à l'abbaye de Saint-Thibéry de l'oratoire dédié à Saint Majan depuis le VIIe siècle et de terres environnantes par Raymond Rafinel, duc d'Aquitaine et de Toulouse. Attaché à la règle de Saint-Benoît pendant plus de 3 siècles, le monastère se rattache en 1125 au chapitre de la cathédrale de Toulouse et adopte alors la règle des chanoines réguliers de saint Augustin. 
Le 11 juillet 1317, l'abbaye Notre-Dame de Lombez est érigée en siège épiscopal suffragant de Toulouse par le pape Jean XXII et le reste jusqu'en 1790. La cathédrale est élevée au cours du XIVe siècle en briques roses sur les bases de l'abbatiale. Sa construction commence en 1346 par celle du clocher érigé sur l'ancien baptistère roman. Un des derniers évêques en fut l'arrière-petit-neveu de Fénelon.

## Autres établissements religieux

### Prieuré des Bernardines
A une date indéterminée, les cisterciennes s'établissent à proximité immédiate de l'abbaye comme en témoigne la survivance du lieu-dit prieuré des Bernardines toujours bien identifié. Celui-ci accueille en 1761 les religieuses de Rieunette lors de la fermeture de leur abbaye par Mgr Bazin de Bezons, évêque de Carcassonne.

### Couvent des Capucins
En 1663 Mgr Jean-Jacques Séguier de La Verrière, évêque de Lombez, fonde un couvent de Capucins plus éloigné de la Save pour lui éviter les inondations fréquentes des quartiers bas de la ville dues au défrichement et de l'urbanisation à partir du XVIIe siècle. Devenu bien national en 1793 le bâtiment est affecté à la gendarmerie.

## Architecture et description
De l'ancienne abbatiale romane il ne reste que la base de la tour du clocher de la cathédrale avec trois fenêtres en plein cintre et à l'ouest de la façade nord une grande fenêtre en pierre murée. Deux chapiteaux pré-romans en marbre de Saint-Béat réemployés en bénitier en proviennent également ainsi que l'ancien baptistère roman de forme octogonale. Celui-ci abrite une cuve baptismale en plomb du XIIIe siècle décorée de scènes orientales qui témoigne d'échanges avec le monde arabo-musulman.
Le cloître qui se trouvait au sud de l'église, est détruit au XIXe siècle. Outre les deux bénitiers déjà cités, il n'en reste que d'autres chapiteaux dispersés au musée des Augustins de Toulouse, au Victoria and Albert Museum de Londres, au musée des cloîtres de New-York et au musée d'Ottawa. L'un de ceux-ci est une copie d'un chapiteau du cloître de la cathédrale de Toulouse.